# حسين قهواجي
حسين القهواجي ولد بالقيروان في 6 نوفمبر 1959 وتوفي في 3 أكتوبر 2017، هو شاعر وأديب تونسي، عمل مؤلفاً ومُمثلاً بالفرقة المسرحية المحترفة بالقيروان في أواخر السبعينات. ثم تفرغ للكتابة.  كما أنتج برنامج «أثر ومعالم» في إذاعة صبرة أف أم القيروانية عن تاريخ القيروان والتصوّف وأعلام الإصلاح.

## الأعمال

### المجموعات الشعرية
- ليل المقابر
- غراب النبوءات
- أندر من بروق الصيف أرق من غيمة الخريف
- يوميات في مارستان
- كتاب الأيام
- الأرواح البيضاء
- أحفاد سقراط وصلوا قرطاجنة
- كمان البيت وشمعدانه
- فجرٌ من وراء الزيتون ينهض.

### الروايات
- باب الجلادين
- حومة الباي
- سوق الوراقين
- ليلة رأس العام العربي
- بنقا في زنقة عنقني
- برية ذئاب في ثياب

### النقد
- حركية الرسم التونسي الحديث